# Tournoi de clôture du championnat du Mexique de football 2025
Navigation
Tournoi précédent Tournoi suivant
Le Tournoi Clausura 2025 (tournoi de clôture de la saison 2024-2025) est le cinquante-huitième tournoi saisonnier disputé au Mexique.
C'est la 112e fois que le titre de champion du Mexique est remis en jeu.
Initialement, chacun des dix-huit clubs participant au championnat sera confronté une fois aux dix-sept autres. Puis les meilleurs s'affronteront lors d'une phase finale à la fin de la saison.
Le Club América est le tenant du titre.

## Les dix-huit équipes participantes
Ce tableau présente les dix-huit équipes qualifiées pour disputer le championnat 2024-2025. On y trouve le nom des clubs, le nom des stades dans lesquels ils évoluent ainsi que la capacité et la localisation de ces derniers.
| Club                      | Stade                         | Capacité | Ville                    |
| Club América              | Estadio Azul                  | 34 253   | Mexico                   |
| Atlas FC                  | Stade Jalisco                 | 56 713   | Guadalajara              |
| Cruz Azul FC              | Stade olympique universitaire | 72 000   | Mexico                   |
| CD Guadalajara            | Estadio Akron                 | 49 850   | Guadalajara              |
| FC Juárez                 | Stade olympique Benito-Juárez | 19 703   | Ciudad Juárez            |
| Club León                 | Stade León                    | 31 297   | León                     |
| Mazatlán FC               | Stade de Mazatlán             | 25 000   | Mazatlán                 |
| CF Monterrey              | Stade BBVA                    | 53 500   | Monterrey                |
| Club Necaxa               | Stade Victoria                | 25 994   | Aguascalientes           |
| CF Pachuca                | Stade Hidalgo                 | 30 000   | Pachuca                  |
| Club Puebla               | Stade Cuauhtémoc              | 51 726   | Puebla                   |
| Querétaro FC              | Stade Corregidora             | 35 575   | Santiago de Querétaro    |
| Atlético de San Luis      | Stade Alfonso-Lastras         | 25 709   | San Luis Potosí          |
| Club Santos Laguna        | Stade Corona                  | 30 000   | Torreón                  |
| Tigres UANL               | Stade Universitario           | 41 615   | San Nicolás de los Garza |
| Club Tijuana              | Stade Caliente                | 27 333   | Tijuana                  |
| Deportivo Toluca          | Stade Nemesio-Díez            | 30 000   | Toluca                   |
| Club Universidad Nacional | Stade olympique universitaire | 72 000   | Mexico                   |

Localisation des clubs
| \| Mexico: Club América Cruz Azul Universidad Querétaro Atlas CD Guadalajara Monterrey Tigres UANL Pachuca Mazatlán Toluca Santos Laguna I Mexico Puebla Tijuana León Necaxa FC Juárez San Luis \| |
| Mexico: Club América Cruz Azul Universidad Querétaro Atlas CD Guadalajara Monterrey Tigres UANL Pachuca Mazatlán Toluca Santos Laguna I Mexico Puebla Tijuana León Necaxa FC Juárez San Luis       |

## Compétition
Le Tournoi Clausura se déroule en deux phases :
- La phase de qualification : dix-sept journées de championnat.
- La phase finale : des matchs de classement et des confrontations aller-retour allant des quarts de finale à la finale.

### Phase de qualification
Lors de la phase de qualification les dix-huit équipes s'affrontent une fois selon un calendrier tiré aléatoirement.
Les six meilleures équipes sont directement qualifiées pour les quarts de finale.
Les équipes de la 7e à la 10e place jouent les Play-In, les deux équipes vainqueurs se qualifient pour les quarts de finale.
Le classement est établi sur le barème de points classique (victoire à 3 points, match nul à 1, défaite à 0).
Le départage final se fait selon les critères suivants :
- Le nombre de points.
- La différence de buts générale.
- La différence de buts particulière.
- Le nombre de buts marqué à l'extérieur.
- Le tirage au sort.

| Rang | Équipe                    | Pts | J  | G  | N | P  | Bp | Bc | Diff |
| ---- | ------------------------- | --- | -- | -- | - | -- | -- | -- | ---- |
| 1    | Deportivo Toluca          | 37  | 17 | 11 | 4 | 2  | 41 | 22 | +19  |
| 2    | Club América T            | 34  | 17 | 10 | 4 | 3  | 34 | 10 | +24  |
| 3    | Cruz Azul FC              | 33  | 17 | 9  | 6 | 2  | 26 | 16 | +10  |
| 4    | Tigres UANL               | 33  | 17 | 10 | 3 | 4  | 24 | 14 | +10  |
| 5    | Club Necaxa               | 31  | 17 | 10 | 1 | 6  | 26 | 29 | -3   |
| 6    | Club León                 | 30  | 17 | 9  | 3 | 5  | 24 | 21 | +3   |
| 7    | CF Monterrey              | 28  | 17 | 8  | 4 | 5  | 32 | 23 | +9   |
| 8    | CF Pachuca                | 28  | 17 | 8  | 4 | 5  | 29 | 23 | +6   |
| 9    | FC Juárez                 | 24  | 17 | 6  | 6 | 5  | 16 | 21 | -5   |
| 10   | Pumas UNAM                | 21  | 17 | 6  | 3 | 8  | 23 | 26 | -3   |
| 11   | CD Guadalajara            | 21  | 17 | 5  | 6 | 6  | 18 | 21 | -3   |
| 12   | Querétaro FC              | 20  | 17 | 6  | 2 | 9  | 17 | 24 | -7   |
| 13   | Club Tijuana              | 19  | 17 | 6  | 1 | 10 | 29 | 35 | -6   |
| 14   | Atlas FC                  | 18  | 17 | 4  | 6 | 7  | 25 | 32 | -7   |
| 15   | Club Atlético de San Luis | 18  | 17 | 6  | 0 | 11 | 20 | 33 | -13  |
| 16   | Mazatlán FC               | 17  | 17 | 4  | 5 | 8  | 16 | 26 | -10  |
| 17   | Club Puebla               | 9   | 17 | 2  | 3 | 12 | 12 | 25 | -13  |
| 18   | Club Santos Laguna        | 7   | 17 | 2  | 1 | 14 | 15 | 36 | -21  |

| Légende : Qualifications | Légende : Qualifications                                               |
| ------------------------ | ---------------------------------------------------------------------- |
|                          | Qualification directe pour le 1/4 de finale du play-off du championnat |
|                          | Dernière place au tableau de coefficient                               |
|                          | T Tenant du titre                                                      |

### La Liguilla
Les dix équipes qualifiées sont réparties dans le tableau final d'après leur classement général. L'équipe la moins bien classée accueille lors du match aller et la meilleure lors du match retour.
Les équipes placées de la 7e à la 10e place jouent la phase de Play-In pour se qualifier pour les quarts de finale.
En cas d'égalité lors du match de classement, une séance de tirs au but a lieu.
En cas d'égalité lors des autres tours, c'est l'équipe la mieux classée qui se qualifie. Par contre lors de la finale, si les deux équipes sont à égalité sur la somme des deux matchs une prolongation puis une séance de tirs au but ont lieu.

#### Play-In
|    |                        |                        |                        |  |                        |                        |                        |  |   |               |                       |                       |  |
|    | Match pour la 7e place |                        |                        |  |                        |                        |                        |  |   |               |                       |                       |  |
|    | 7                      | 0CF Monterrey          | 1                      |  |                        |                        |                        |  |   |               | Qualifiés en Playoffs | Qualifiés en Playoffs |  |
| 8  | 0CF Pachuca            | 2                      |                        |  | Match pour la 8e place | Match pour la 8e place | Match pour la 8e place |  |   | 7             | 0CF Pachuca           |                       |  |
|    |                        |                        |                        |  | 7                      | 0CF Monterrey          | 2                      |  | 8 | 0CF Monterrey |                       |                       |  |
|    | Match pour la 9e place | Match pour la 9e place | Match pour la 9e place |  | 10                     | 0Pumas UNAM            | 0                      |  |   |               |                       |                       |  |
|    | 9                      | 0FC Juárez             | 1(1)                   |  |                        |                        |                        |  |   |               |                       |                       |  |
| 10 | 0Pumas UNAM            | 1(2)                   |                        |  |                        |                        |                        |  |   |               |                       |                       |  |

#### Tableau
|  |                  |               |               |               |               |                  |                   |            |            |            |            |            |                  |     |        |        |        |        |        |  |  |
|  | 1/4 de finale    | 1/4 de finale | 1/4 de finale | 1/4 de finale | 1/4 de finale |                  |                   | 1/2 finale | 1/2 finale | 1/2 finale | 1/2 finale | 1/2 finale |                  |     | Finale | Finale | Finale | Finale | Finale |  |  |
|  |                  |               |               |               |               |                  |                   |            |            |            |            |            |                  |     |        |        |        |        |        |  |  |
|  |                  |               |               |               |               |                  |                   |            |            |            |            |            |                  |     |        |        |        |        |        |  |  |
|  | Deportivo Toluca | (1)           | 2             | 2             | 4             |                  |                   |            |            |            |            |            |                  |     |        |        |        |        |        |  |  |
|  | Deportivo Toluca | (1)           | 2             | 2             | 4             |                  |                   |            |            |            |            |            |                  |     |        |        |        |        |        |  |  |
|  | CF Monterrey     | (8)           | 3             | 1             | 4             |                  |                   |            |            |            |            |            |                  |     |        |        |        |        |        |  |  |
|  | CF Monterrey     | (8)           | 3             | 1             | 4             | Deportivo Toluca | (1)               | 1          | 3          | 4          |            |            |                  |     |        |        |        |        |        |  |  |
|  |                  |               |               |               |               | Deportivo Toluca | (1)               | 1          | 3          | 4          |            |            |                  |     |        |        |        |        |        |  |  |
|  |                  |               | Tigres UANL   | (4)           | 1             | 0                | 1                 |            |            |            |            |            |                  |     |        |        |        |        |        |  |  |
|  | Tigres UANL      | (4)           | Tigres UANL   | (4)           | 1             | 0                | 1                 | 0          | 2          | 2          |            |            |                  |     |        |        |        |        |        |  |  |
|  | Tigres UANL      | (4)           |               |               |               |                  | 22 et 25 mai 2025 | 0          | 2          | 2          |            |            |                  |     |        |        |        |        |        |  |  |
|  | Club Necaxa      | (5)           | 0             | 2             | 2             |                  |                   |            |            |            |            |            |                  |     |        |        |        |        |        |  |  |
|  | Club Necaxa      | (5)           | 0             | 2             | 2             |                  |                   |            |            |            |            |            | Deportivo Toluca | (1) | 0      | 2      | 2      |        |        |  |  |
|  |                  |               |               |               |               |                  |                   |            |            |            |            |            | Deportivo Toluca | (1) | 0      | 2      | 2      |        |        |  |  |
|  |                  | Club América  | (2)           | 0             | 0             | 0                |                   |            |            |            |            |            |                  |     |        |        |        |        |        |  |  |
|  | Club América     | Club América  | (2)           | 0             | 0             | 0                | (2)               | 0          | 2          | 2          |            |            |                  |     |        |        |        |        |        |  |  |
|  | Club América     |               |               |               |               |                  | (2)               | 0          | 2          | 2          |            |            |                  |     |        |        |        |        |        |  |  |
|  | CF Pachuca       | (7)           | 0             | 0             | 0             |                  |                   |            |            |            |            |            |                  |     |        |        |        |        |        |  |  |
|  | CF Pachuca       | (7)           | 0             | 0             | 0             | Club América     | (2)               | 0          | 2          | 2          |            |            |                  |     |        |        |        |        |        |  |  |
|  |                  |               |               |               |               | Club América     | (2)               | 0          | 2          | 2          |            |            |                  |     |        |        |        |        |        |  |  |
|  |                  |               | Cruz Azul FC  | (3)           | 1             | 1                | 2                 |            |            |            |            |            |                  |     |        |        |        |        |        |  |  |
|  | Cruz Azul FC     | (3)           | Cruz Azul FC  | (3)           | 1             | 1                | 2                 | 3          | 2          | 5          |            |            |                  |     |        |        |        |        |        |  |  |
|  | Cruz Azul FC     | (3)           |               |               |               |                  |                   | 3          | 2          | 5          |            |            |                  |     |        |        |        |        |        |  |  |
|  | Club León        | (6)           | 2             | 1             | 3             |                  |                   |            |            |            |            |            |                  |     |        |        |        |        |        |  |  |
|  | Club León        | (6)           | 2             | 1             | 3             |                  |                   |            |            |            |            |            |                  |     |        |        |        |        |        |  |  |

- En gras : le score cumulé
- En quart et en demi-finale, en cas d'égalité le club le mieux placé du classement est qualifié pour le tour suivant.

- Deportivo Toluca est qualifié pour la Coupe des champions de la CONCACAF 2026 en tant que champion du tournoi de clôture, le club remporte son onzième titre[3].

## Relégation
Depuis la saison 2020-2021, la promotion et la relégation entre la Liga MX et la Liga de Expansión MX ont été suspendues.

## Bilan du tournoi
| Tournoi de clôture du championnat de football du Mexique 2024-2025 |                                                              |
| Champion                                                           | Deportivo Toluca (11e titre)                                 |
| Dauphin                                                            | Club América                                                 |
| Qualifications continentales                                       |                                                              |
| Coupe des champions 2026                                           | Deportivo Toluca(vainqueur tournoi de clôture)               |
| Coupe des champions 2026                                           | Cruz Azul FC (meilleure équipe au classement cumulé)         |
| Coupe des champions 2026                                           | Tigres UANL (deuxième meilleure équipe au classement cumulé) |
| Coupe des champions 2026                                           | Club América (vainqueur tournoi d'ouverture)                 |
| Coupe des champions 2026                                           | CF Monterrey (vice-champion tournoi d'ouverture)             |
| Coupe des champions 2026                                           | Pumas UNAM(troisième meilleure équipe au classement cumulé)  |